# Alfabet grecki
Alfabet grecki – pismo powstałe około IX w. p.n.e., służące do zapisu języka greckiego, oraz niektórych innych języków ludów znajdujących się pod wpływem kultury greckiej. Litery alfabetu służyły Grekom także do zapisu liczb oraz jako notacja muzyczna. Alfabet ten stworzono pod wpływem kontaktów z ludami Lewantu. Alfabet grecki wywodzi się z alfabetu fenickiego. We wczesnej starożytności istniało wiele lokalnych form alfabetu greckiego, wypartych w okresie klasycznym przez formę jońską, której w niezmienionej postaci używa się do dziś do zapisu języka nowogreckiego. Alfabet grecki także jest stosowany w naukach ścisłych, przyrodniczych, technicznych i podobnych, jako oznaczenie odmian różnych pojęć.

## Litery

### Podstawowe
| litera | nazwa                                         | nazwa                       | nazwa   | wymowa                      | wymowa                                        | transliteracja łacińska | odpowiednik w alfabecie fenickim |
| litera | grecka (klasyczna)                            | łacińska                    | polska  | starożytna                  | nowogrecka                                    | transliteracja łacińska | odpowiednik w alfabecie fenickim |
| ------ | --------------------------------------------- | --------------------------- | ------- | --------------------------- | --------------------------------------------- | ----------------------- | -------------------------------- |
| Α α    | ἄλφα (wym. alpha)                             | alpha (wym. alfa)           | alfa    | [a] [aː]                    | [a]                                           | a                       | alef                             |
| Β β    | βῆτα (wym. beta)                              | bēta                        | beta    | [b]                         | [v]                                           | b                       | bet                              |
| Γ γ    | γάμμα (wym. gamma)                            | gamma                       | gamma   | [ɡ]                         | [ʝ] przed [e̞] lub [i]; w innych wypadkach [ɣ] | g                       | gimel                            |
| Δ δ    | δέλτα (wym. delta)                            | delta                       | delta   | [d]                         | [ð]                                           | d                       | dalet                            |
| Ε ε    | ἒ ψιλόν (wym. epsilon)                        | epsīlon                     | epsilon | [e]                         | [e̞]                                           | e                       | he                               |
| Ζ ζ    | ζῆτα (wym. dzeta)                             | dzeta (wym. dzeta lub zeta) | dzeta   | [zd] albo [ʣ], później [zː] | [z]                                           | z                       | zajin                            |
| Η η    | ἦτα (wym. eta)                                | ēta                         | eta     | [ɛː]                        | [i]                                           | e, ē                    | chet                             |
| Θ θ    | θῆτα (wym. theta)                             | thēta (wym. teta)           | theta   | [tʰ]                        | [θ]                                           | th                      | tet                              |
| Ι ι ℩  | ἰῶτα (wym. iota)                              | iōta                        | jota    | [i] [iː]                    | [i], [j]                                      | i                       | jod                              |
| Κ κ    | κάππα (wym. kappa)                            | kappa                       | kappa   | [k]                         | [c] przed [e̞] lub [i]; w innych wypadkach [k] | k                       | kaf                              |
| Λ λ    | λάμβδα (wym. lambda), λάβδα (wym. labda)      | lambda                      | lambda  | [l]                         | [l]                                           | l                       | lamed                            |
| Μ μ    | μῦ (wym. my)                                  | my (wym. mi)                | my      | [m]                         | [m]                                           | m                       | mem                              |
| Ν ν    | νῦ (wym. ny)                                  | ny (wym. ni)                | ny      | [n]                         | [n]                                           | n                       | nun                              |
| Ξ ξ    | ξῦ (wym. ksy), ξῖ (wym. ksi), ξεῖ (wym. ksej) | xy (wym. ksi), xi           | ksi     | [ks]                        | [ks]                                          | ks, x                   | samech                           |
| Ο ο    | (wym. o mikron)                               | omicron (wym. omikron)      | omikron | [o]                         | [o̞]                                           | o                       | ajin                             |
| Π π    | πῖ (wym. pi), πεῖ (wym. pej)                  | pi                          | pi      | [p]                         | [p]                                           | p                       | pe                               |
| Ρ ρ    | ῥῶ (wym. rho)                                 | rho (wym. ro)               | rho     | [r], [r̥]                    | [r]                                           | r, rh                   | resz                             |
| Σ σ ς  | σίγμα, σῖγμα (wym. sigma)                     | sigma                       | sigma   | [s]                         | [s]                                           | s                       | szin                             |
| Τ τ    | ταῦ (wym. tau)                                | tau                         | tau     | [t]                         | [t]                                           | t                       | taw                              |
| Υ υ    | ὖ ψιλόν, ὒ ψιλόν (wym. ypsilon)               | ypsīlon (wym. ipsilon)      | ipsylon | [u] [uː], później [y] [yː]  | [i]                                           | y                       | waw                              |
| Φ φ    | φῖ (wym. phi), φεῖ (wym. phej)                | phi (wym. fi)               | phi     | [pʰ]                        | [f]                                           | ph, f                   |                                  |
| Χ χ    | χῖ (wym. khi), χεῖ (wym. khej)                | chi                         | chi     | [kʰ]                        | [ç] przed [e̞] lub [i]; w innych wypadkach [x] | kh                      | samech                           |
| Ψ ψ    | ψῖ (wym. psi), ψεῖ (wym. psej)                | psi                         | psi     | [ps]                        | [ps]                                          | ps                      |                                  |
| Ω ω    | ὦ μέγα (wym. o mega)                          | oměga                       | omega   | [ɔː]                        | [o̞]                                           | o, ō                    | ajin                             |

### Nieużywane współcześnie
Pewne litery występowały w piśmie greckim tylko w okresach archaicznym, średniowiecznym, w niektórych dialektach lub do zapisu cyfr (digamma, stigma, heta, kaj, san, koppa, sampi). Litery stigma i kaj są interpretowane jako ligatura sigmy i tau oraz ligatura kappy i joty.
| litera  | litera  | nazwa   | wymowa           | transliteracja łacińska | odpowiednik w alfabecie fenickim |
| Unicode | grafiki | nazwa   | wymowa           | transliteracja łacińska | odpowiednik w alfabecie fenickim |
| ------- | ------- | ------- | ---------------- | ----------------------- | -------------------------------- |
| Ϝϝ Ͷͷ   |         | digamma | [w]              | w                       | waw                              |
| Ϛϛ      |         | stigma  | [st]             | st                      | waw                              |
| Ͱͱ      |         | heta    | [h]              | h                       | chet                             |
| Ϗϗ      |         | kaj     | [kaj]            | kaj                     | kaf                              |
| Ϻϻ      |         | san     | [sː]             | ss                      | cadi                             |
| Ϙϙ Ϟϟ   |         | koppa   | [q]              | q                       | kof                              |
| Ͳͳ Ϡϡ   |         | sampi   | [sː], [ks], [ts] | ss                      | cadi                             |

### Używane w innych językach
Litera jot została dodana do alfabetu greckiego w celu zapisu głoski [j] w dialekcie arwanickim języka albańskiego.
Litera jot także została zastosowana przez lingwistów w XIX w. w alfabecie greckim, celem zapisu fonemu /j/ w rekonstruowanej archaicznej grece, będącego dźwiękiem półspółgłoskowym, odpowiadającym głosce „i” następującej po samogłosce. Utrata tego fonemu w antycznej grece nastąpiła w okresie archaicznym. W lingwistyce ten grafem jest stosowany głównie w gramatyce historycznej archaicznej greki, celem wyjaśnienia pewnych zjawisk językowych oraz do rekonstrukcji różnych ważnych procesów fonetycznych i morfologicznych.
Litera szo została dodana do alfabetu greckiego w celu zapisu głoski [ʃ] w języku baktryjskim.
| litera  | litera  | nazwa | wymowa | transliteracja łacińska | odpowiednik w alfabecie fenickim |
| Unicode | grafiki | nazwa | wymowa | transliteracja łacińska | odpowiednik w alfabecie fenickim |
| ------- | ------- | ----- | ------ | ----------------------- | -------------------------------- |
| Ϳϳ      |         | jot   | [j]    | j                       | jod                              |
| Ϸϸ      |         | szo   | [ʃ]    | š                       | cadi                             |

## Zapisywanie liczb
Alfabet grecki używany był także do zapisu liczb. Pierwsze dziewięć liter alfabetu odpowiadało liczbom od 1 do 9, kolejne dziewięć oznaczało wielokrotności liczby 10. Analogicznie, następne dziewięć liter pozwalało na zapis wielokrotności liczby 100. Jako że alfabet grecki składał się ówcześnie z 24 liter, na potrzeby zapisywania liczb stosowano dodatkowe 4 litery: digamma ⟨Ϝ⟩ lub stigma ⟨Ϛ⟩, koppa ⟨Ϟ⟩ i sampi ⟨Ϡ⟩.

## Dyftongii kombinacje literowe
| Kombinacja literowa | Wymowa     | Wymowa    | Wymowa | Transliteracja |
| Kombinacja literowa | archaiczna | klasyczna | nowogrecka | Transliteracja |
| ------------------- | ---------- | --------- | --- | -------------- |
| ᾰι, αι              |            | [aɪ]      | [e̞] | ai, aj         |
| ᾱι, ᾳ               | [aːɪ]      | [aː]      | [a] | a, ā           |
| ει                  | [eː]       | [eː]      | [i] | ei, ej         |
| ηι, ῃ               | [ɛːi]      | [ɛː]      | [i] | e, ē           |
| οι                  |            | [oɪ]      | [i] | oj             |
| ῠι, υι              | [yɪ]       | [yː]      | [i] | yi, yj         |
| ῡι, υι              | [yːi]      | [yː]      | [i] | yi, yj         |
| ωι, ῳ               | [ɔːɪ]      | [ɔː]      | [o̞] | o, ō           |
| ᾰυ, αυ              |            | [aʊ]      | [av] przed samogłoską lub spółgłoską dźwięczną; [af] przed głoską bezdźwięczną | au, av         |
| ᾱυ, αυ              |            | [aːʊ]     | [av] przed samogłoską lub spółgłoską dźwięczną; [af] przed głoską bezdźwięczną | au, āv         |
| ευ                  |            | [eʊ]      | [e̞v] przed samogłoską lub spółgłoską dźwięczną; [e̞f] przed głoską bezdźwięczną | eu, ev         |
| ηυ                  |            | [ɛːʊ]     | [iv] przed samogłoską lub spółgłoską dźwięczną; [if] przed głoską bezdźwięczną | eu, ēv         |
| ου                  | [oʊ] [oː]  | [uː]      | [u] | u, ū, ou       |
| ωυ                  | [ɔːʊ]      | [ɔː.y]    | [o.i] | oy, ōy         |
| γγ*                 |            | [ŋɡ]      | [ŋɡ] w wymowie formalnej (palatalizowane do [ɲɟ] przed [e̞] lub [i]), ale często redukowane do [ɡ] (palatalizowane do [ɟ] przed [e̞] lub [i]); w pewnych przypadkach wymawiane także jako [ŋɣ] (palatalizowane do [ɲʝ] przed [e̞]) | ng             |
| γκ*                 |            | [ŋk]      | Na początku wyrazu [ɡ] (palatalizowane do [ɟ] przed [e̞] lub [i]); w innych przypadkach [ŋɡ] (palatalizowane do [ɲɟ] przed [e̞] lub [i]), często redukowane do [ɡ] (palatalizowane do [ɟ] przed [e̞] lub [i])                      | nk             |
| γξ*                 | [ŋks]      | [ŋɡz]     | | nks            |
| γχ*                 | [ŋkʰ]      | [ŋx]      | [ɲç] przed [e̞] lub [i]; w innych przypadkach [ŋx] | nch, nkh       |
| μπ                  |            | [mp]      | Na początku wyrazu [b]; w innych przypadkach [mb], często redukowane do [b] | mp             |
| ντ                  |            | [nt]      | Na początku wyrazu [d]; w innych przypadkach [nd], często redukowane do [d] | nt             |

* W fonologii greckiej spółgłoska nosowa tylnojęzykowo-miękkopodniebienna [ŋ] jest osobnym fonemem.

## Sposób pisania

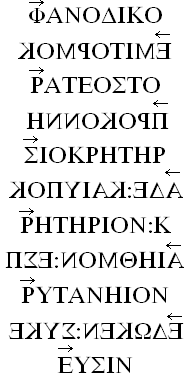
Bustrofedon

Początkowo pismo greckie zapisywano od prawej do lewej, tak jak pisma semickie. Następnie rozpowszechnił się system zwany bustrofedonem (gr. βουστροφηδόν, „bruzdy, jakie znaczy pługiem wół”) w którym pisano naprzemiennie od prawej do lewej i od lewej do prawej – najpóźniejsze znane zastosowania tego systemu pochodzą z Gortyny na Krecie (V w. p.n.e.), w Atenach już od ok. 550 p.n.e. pisano od lewej do prawej.
Początkowo Grecy pisali wszystkie litery, wyrazy i zdania jednym ciągiem – nie znali minuskuły, odstępów między wyrazami, znaków diakrytycznych ani interpunkcyjnych. W związku z trudnością lektury tekstu pisanego jednym ciągiem, dla rozdzielenia niektórych wyrazów w inskrypcjach używano czasem pionowej kreski | lub trójkropka ⫶. W starożytności pisano wyłącznie kapitałą (używanym na inskrypcjach i zwojach pismem o kształtach kanciastych) i kursywą (stosowaną od V. w. p.n.e. w pismach o charakterze urzędowym), dopiero w IX w. n.e. weszła w użycie minuskuła.

## Znaki diakrytyczne
Klasyczne pismo greckie ma trzy znaki diakrytyczne na oznaczenie akcentu, dwa znaki diakrytyczne na oznaczenie dyftongów, dwa znaki diakrytyczne na oznaczenie przydechów oraz rzadko występujący znak tremy.
Przydech (łac. spiritus)
Zaczynające się od samogłoski lub dyftongu słowa greckie otrzymują przy tej samogłosce lub dyftongu znak diakrytyczny na oznaczenie przydechu. W dyftongach znak przydechu stawia się przy drugiej samogłosce z dyftongu. Są dwa znaki na oznaczenie przydechu:
- ῾ – przydech mocny (spiritus asper) wymawiany podobnie jak polskie h.
- ᾿ – przydech słaby (spiritus lenis), niewymawiany.

Oprócz samogłosek i dyftongów przydech otrzymuje litera rho. Jeśli rho znajduje się na początku wyrazu, to zawsze rho otrzymuje przydech mocny. Podwójna litera rho, znajdująca się zawsze w środku wyrazu, otrzymuje przydech słaby nad pierwszą literą, a przydech mocny nad drugą – często w typografii tych przydechów się nie zaznacza, jednak w transkrypcji zbitkę ρρ oddaje się z reguły jako rrh.
Przykłady:
- ἁρμονία – harmonia
- ἰδέα – idea, pojęcie
- Εὐρώπη – Europa
- ῥῶ – litera rho
- Βορρᾶς lub rzadziej Βοῤῥᾶς – Boreasz – wiatr północny

Oznaczanie akcentów
Język grecki ma trzy rodzaje akcentów. Wprowadzone przez gramatyków aleksandryjskich oznaczenia akcentów zaznaczane są przy każdym słowie, oprócz nielicznych słów nieakcentowanych (enklityk i proklityk). Akcenty te to akcent wysoki (łac. [accentus] acutus, gr. ὀξύς, ostry), akcent niski (łac. [accentus] gravis, gr. βαρύς, ciężki, stłumiony) i akcent przeciągły (łac. [accentus] circumflexus, gr. περισπώμενος, zagięty).
Przykłady:
- akcent wysoki: φίλος – przyjaciel.
- akcent niski: Nie stoi nad pojedynczym wyrazem, występuje zawsze w toku zdania, zastępując acutus stojący na ostatniej zgłosce wyrazu, o ile nie następuje po niej znak przestankowy lub enklityka.
- akcent przeciągły: δῆμος – lud.

Akcenty i przydechy
- Jeśli wyraz zaczynający się od samogłoski pojedynczej piszemy małą literą, znaki przydechu i akcentu stawiamy nad samogłoską.
- Jeśli wyraz zaczynający się od samogłoski pojedynczej piszemy dużą literą, znaki przydechu i akcentu stawiamy przed samogłoską.
- Jeśli wyraz zaczyna się od dyftongu, znaki akcentu i przydechu stawiamy nad drugą literą dyftongu, niezależnie od tego, czy wyraz piszemy małą czy dużą literą.
- Akcenty i przydechy przy dyftongach niewłaściwych z ι adscriptum lub z ι subscriptum zapisuje się jak w wyrazach zaczynających się od pojedynczej samogłoski.
- acutus i gravis stawiamy po znaku przydechu, circumflexus nad znakiem przydechu.

Dyftongi
Dyftongi greckie dzielą się na właściwe i niewłaściwe (wymawiane jako pojedyncza samogłoska). Właściwe to αι, ει, οι, υι, αυ, ευ, ηυ. Niewłaściwe to ᾳ, ῃ, ῳ, ου. Jeśli wyraz piszemy wielką literą, we wszystkich dyftongach duża jest tylko pierwsza litera składowa. Znak diakrytyczny przy dyftongach niewłaściwych ᾳ, ῃ, ῳ pochodzi od małej litery jota i nazywa się iota subscriptum. Jeśli dyftongi te piszemy wielką literą, pierwszą literę dyftongu zapisujemy jako wielką literę, jotę zapisujemy zaś obok, ale nie wymawiamy (nazywając ją wtedy iota adscriptum, tj. Αι, Ηι, Ωι). Ułatwieniem w określeniu czy Αι jest dyftongiem właściwym, czy nie, jest fakt, że w przydech i akcent w dyftongach właściwych stoi na drugiej głosce, w niewłaściwych zaś na pierwszej, np. dyftong właściwy: αἰ-Αἰ, dyftong niewłaściwy ᾀ-Ἀι.

## Systemy politoniczny i monotoniczny
System politoniczny jest historycznym systemem ortografii języka greckiego kształtującym się od czasów hellenistycznych do końca czasów bizantyjskich. Dla języka nowogreckiego zastąpiono go w 1982 systemem monotonicznym, przy czym wielu Greków wciąż stosuje system politoniczny. Cechą charakterystyczną systemu politonicznego jest rozbudowana diakrytyka oddająca starożytną wymowę języka greckiego.
System monotoniczny ortografii greckiej jest uproszczoną formą ortografii języka nowogreckiego wprowadzoną przez parlament grecki w 1982, zarówno dla katharewusy, jak i dla demotyku. Zastępuje on tradycyjne greckie akcenty (acutus, gravis i circumflexus) jednym, oznaczającym dotąd acutus (´). Porzuca także użycie spiritus asper i spiritus lenis.
Uproszczenie ortografii motywowano skomplikowaniem ortografii politonicznej oraz trudnością jej nauczenia się, do tego znaki diakrytyczne systemu politonicznego nie oddają żadnych właściwości współczesnej wymowy, dając informację tylko o etymologii słów i o ich wymowie starożytnej. System monotoniczny jest odrzucany przez wielu Greków, sądzących, że system politoniczny stwarza więź z przeszłością. Cerkiew grecka wciąż używa systemu politonicznego. Drukuje się w nim wciąż wiele książek. Fakt, że greka nie była w starożytności zapisywana za pomocą systemu politonicznego, który został wprowadzony stopniowo w czasach bizantyjskich, utrudnia jednak jego obronę. Grekę klasyczną powszechnie zapisuje się za pomocą systemu politonicznego.
| System monotoniczny | System politoniczny |
| --- | --- |
| Πάτερ ημών ο εν τοις ουρανοίς αγιασθήτω το όνομά σου· ελθέτω η βασιλεία σου· γενηθήτω το θέλημά σου, ως εν ουρανώ και επί της γης· τον άρτον ημών τον επιούσιον δος ημίν σήμερον· και άφες ημίν τα οφειλήματα ημών, ως και ημείς αφίεμεν τοις οφειλέταις ημών· και μη εισενέγκης ημάς εις πειρασμόν, αλλά ρύσαι ημάς από του πονηρού. αμήν. | Πάτερ ἡμῶν ὁ ἐν τοῖς οὐρανοῖς ἁγιασθήτω τὸ ὄνομά σου· ἐλθέτω ἡ βασιλεία σου· γενηθήτω τὸ θέλημά σου, ὡς ἐν οὐρανῷ καὶ ἐπὶ τῆς γῆς· τὸν ἄρτον ἡμῶν τὸν ἐπιούσιον δὸς ἡμῖν σήμερον· καὶ ἄφες ἡμῖν τὰ ὀφειλήματα ἡμῶν, ὡς καὶ ἡμεῖς ἀφίεμεν τοῖς ὀφειλέταις ἡμῶν· καὶ μὴ εἰσενέγκῃς ἡμᾶς εἰς πειρασμόν, ἀλλὰ ρῦσαι ἡμᾶς ἀπὸ τοῦ πονηροῦ. ἀμήν. |

## Interpunkcja grecka
W języku greckim od okresu hellenistycznego stosuje się cztery znaki interpunkcyjne:
- . – kropka pełni funkcje te same co w pisowni polskiej
- , – przecinek pełni funkcje te same co w pisowni polskiej
- · – kropka środkowa pełni funkcję średnika i dwukropka
- ; – znak wyglądający jak średnik[a] pełni funkcję pytajnika.

## Historia alfabetu greckiego

### Pisma linearne A i B
Pierwszym pismem Greków, używanym w dialekcie mykeńskim, było powstałe w XIV w. przed naszą erą pismo linearne B, wywodzące się od najprawdopodobniej przedgreckiego pisma linearnego A. Odkrywcą pisma linearnego B jest Arthur Evans, a odczytali je w 1952 roku brytyjski architekt Michael Ventris i filolog klasyczny John Chadwick. Nieodszyfrowane pismo linearne A składa się z około 110 znaków, prawdopodobnie sylabicznych. Pismo linearne B składa się z około 90 znaków sylabicznych. Zapisywane było na tabliczkach glinianych (choć mogły istnieć też inne, mniej trwałe formy zapisu), przechowanych przede wszystkim w Knossos, a także w Mykenach, Pylos, Tebach i Tyrynsie. Z pismem linearnym B spokrewnione jest zawierające 55 znaków sylabiczne pismo cypryjskie (sylabariusz cypryjski), stosowane do V w. p.n.e. Pismo linearne B było źle przystosowane do fonetyki języka greckiego, co jest prawdopodobną przyczyną braku znanych tekstów literackich z okresu mykeńskiego. Całkowicie wyszło z użycia wraz z wędrówką Dorów (XII w. p.n.e.).

### Powstanie alfabetu greckiego
Alfabet grecki wywodzi się z alfabetu fenickiego. Powstał w X lub IX w. p.n.e. na skutek kontaktów handlowych Greków z ludami Lewantu. Świadczy o tym podobieństwo kształtu liter, podobieństwo nazw liter i przekazy mitologiczne (patrz Kadmos). Pismo fenickie było pismem spółgłoskowym, Grecy zaadaptowali do zapisu samogłosek fenickie znaki oznaczające niewystępujące w języku greckim spółgłoski laryngalne. Mimo dodania znaków oznaczających samogłoski alfabet grecki nie był doskonały, brakowało mu bowiem oznaczeń dwuznaków i rozróżnienia zapisu części samogłosek różniących się iloczasem (alfy, joty i ipsylonu), ponadto występowały znaki oznaczające zbitki spółgłosek.
Według pewnych teorii współczesnych alfabet grecki nie wywodzi się od alfabetu fenickiego, a jedynie ma z nim wspólnego przodka, czyli jeden z alfabetów anatolijskich bądź kananejskich.

### Mity o powstaniu alfabetu greckiego
Mitografowie podają, że pięć samogłosek alfabetu greckiego oraz spółgłoski beta i tau wynalazły Mojry lub Io, siostra Foroneusa. Pozostałe jedenaście spółgłosek wynalazł Palamedes, syn Naupliosa. Grecki bóg Hermes ujął głoski w pismo, którego znaki przypominały kliny, na podobieństwo toru lotu poświęconych mu żurawi. Pismo to miał sprowadzić do Grecji Kadmos, zmieniając w nim jednak kolejność liter. Ze względu na to, że litera alfa przypomina kształtem wołu i Beocja jest „krainą wołów”, pozostawił ją na pierwszej pozycji – litera alfa znalazła się tam na znak tego, że greckie słowo alphe oznacza zeszyt, słowo alphein wynajdywać, a Alfios jest największą rzeką (patrz etymologia ludowa). Pozostałe spółgłoski greckie mieli utworzyć Symonides z Samos i Epicharm z Sycylii, pozostałe dwie samogłoski mieli dodać kapłani Apollina by jedna samogłoska przypadała na każdą ze strun liry boga. Mitologiczny przekaz o przeniesieniu alfabetu do Grecji przez Fenicjanina Kadmosa jest jedną z przesłanek świadczących o jego fenickim pochodzeniu. Mitografowie rzymscy podają podobny mit o przeniesieniu alfabetu do Italii przez Ewandera z Arkadii. Jego matka Karmenta ustaliła piętnaście znaków pisma łacińskiego.
Podobieństwo pisma Kadmosa do klinów może wskazywać na pochodzenie alfabetu greckiego z alfabetu ugaryckiego, na co wskazuje też znaczne podobieństwo greckich nazw liter do odpowiadających im nazw ugaryckich pierwowzorów.
Alfabet grecki sam z kolei dał początek bardzo wielu alfabetom, najbardziej znane to alfabet łaciński (poprzez alfabet etruski) oraz cyrylica.

## Inne języki zapisywane za pomocą alfabetu greckiego

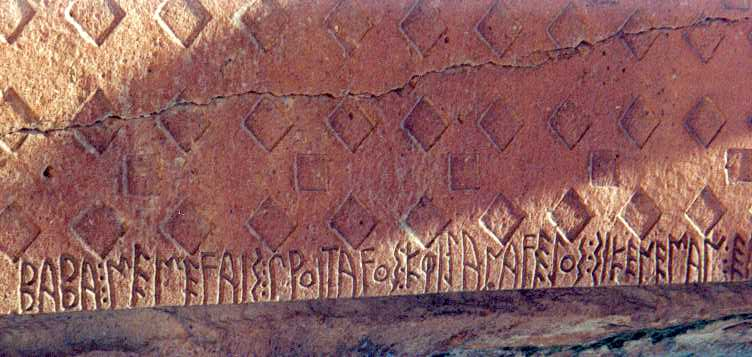
Inskrypcja w alfabecie frygijskim stanowiąca część Grobu Midasa w Mieście Midasa (tur. Midas Şehr)

Alfabetu greckiego od starożytności do teraz używa się nie tylko do zapisu języka greckiego, ale też do zapisu wielu języków ludów znajdujących się w zasięgu wpływów kultury greckiej.
Wykorzystanie alfabetu greckiego w czasach starożytnych obejmowało między innymi:
- Większość języków Azji Mniejszej, np. będące w użyciu w latach 800–300 p.n.e. alfabety używane do zapisu języka lidyjskiego i frygijskiego były to nieznacznie zmodyfikowane wczesne formy alfabetu greckiego – podobnie jak alfabety ludów Italii.
- Niektóre języki paleobałkańskie, np. język tracki. Dla innych języków i dialektów używanych na obszarach sąsiadujących z terenami zamieszkanymi przez Greków, takich jak język macedoński, nie są znane żadne ciągłe teksty, a jedynie zapisane alfabetem greckim pojedyncze słowa w tekstach greckich.
- W południowej Francji zachowały się inskrypcje w języku galijskim (ok. 300 p.n.e.).
- Transkrypcję tekstu hebrajskiego Biblii wydanej przez Orygenesa (Hexapla).
- Język baktryjski (ok. 250–800 n.e.)[12].
- Alfabet koptyjski to używany do dziś alfabet grecki uzupełniony o kilka liter z demotyki.
- Język nubijski w Makurii (obecnie Sudan) był do XV w. zapisywany alfabetem greckim uzupełnionym o trzy litery koptyjskie, dwa znaki wywodzące się z pisma meroe, i dwuznakiem złożonym z dwóch greckich liter gamma do zapisu ŋ.
- Zachował się pochodzący z VIII w. tekst arabskojęzyczny zapisany alfabetem greckim.

Wykorzystanie alfabetu greckiego w czasach nowożytnych obejmowało między innymi:
- język turecki prawosławnych Turków (Karmanlidów) często zapisywany był za pomocą alfabetu greckiego i nazywany „karamanlidika”.
- Od XV w. zapisywany alfabetem greckim był dialekt toskijski języka albańskiego. Drukarnia w Moschopolis w XVIII w. wydrukowała w alfabecie greckim kilka albańskojęzycznych tekstów. Dopiero w 1908 odbyła się konferencja w Bitoli, podczas której przyjęto i ustandaryzowano alfabet łaciński dla obu dialektów albańskich (toskijskiego i gegijskiego). Do dziś jednak mówiący dialektem arwanickim (odmianą dialektu toskijskiego) Albańczycy w Grecji używają opartego na greckim alfabetu arwanickiego.
- Pewne dialekty południowosłowiańskie zbliżone do współczesnego macedońskiego zachowały się jako zapisy w alfabecie greckim. Współczesny język macedoński używa jednak alfabetu cyrylickiego.
- język arumuński (zbliżony do języka rumuńskiego dialekt zamieszkujących Grecję Wołochów) zapisuje się często za pomocą alfabetu greckiego. Nie istnieje jeszcze ustandaryzowana ortografia języka arumuńskiego, wydaje się jednak, że przyjmie się pismo łacińskie i ortografia języka rumuńskiego.
- język gagauski, turecki język używany w Mołdawii do 1957, kiedy przyjęto cyrylicę. Obecnie używa się alfabetu łacińskiego i ortografii wzorowanej na tureckiej.
- surguch, język turecki używany przez niewielką liczbę prawosławnych w północnej Grecji.
- język urum, używany przez pewne grupy Tatarów na Krymie, różny od języka Tatarów krymskich, do XX w. zapisywano za pomocą alfabetu greckiego.